# Fontana della Navicella w Rzymie
Fontana della Navicella (pol. Fontanna ze stateczkiem) – fontanna w rzymskim rione Celio, przed bazyliką Santa Maria in Domnica, przy Via della Navicella.

## Lokalizacja
Fontanna znajduje się tuż przed fasadą bazyliki Santa Maria in Domnica, nazywanej również Santa Maria alla navicella, właśnie ze względu na stanowiącą część górną fontanny kopię rzymskiej galery.

## Historia
W starożytności na Celio znajdowały się koszary marynarzy z okolic Bacoli (Capo Miseno) odpowiedzialnych za zwijanie i rozwijanie ogromnej zasłony stanowiącej zadaszenie Koloseum, tzw. velarium. Marynarze ci ufundowali na wzgórzu dla swej patronki Izydy kamienny model statku.
Pierwsza wzmianka o istnieniu rzeźby, być może rzymskiej, przedstawiającej starożytny statek, pochodzi z 1484. Obecna rzeźba, najprawdopodobniej autorstwa Andrei Sansovina, pochodzi z 1518-1519. Zamówił ją kard. Giovanni de’ Medici, którego diakonią była sąsiadująca z fontanną świątynia. W latach 1513–1514 artysta prowadził prace restauracyjne w bazylice. W 1931 rzeźbę Sansovina, która była ustawiona prostopadle do fasady, obrócono, ustawiając na nowym cokole. Monument ustawiono w nowym owalnym basenie. Barka i cokół wykonane zostały z białego marmuru. Na cokole znajduje się herb Medyceuszy, natomiast na dnie basenu mozaika, wykonana z kamieni rzecznych, przedstawiająca rzekę z łodziami i rybami. Fontannę restaurowano w latach 2003 i 2004. W 2005 fontanna ucierpiała w wyniku aktu wandalizmu.

## Galeria

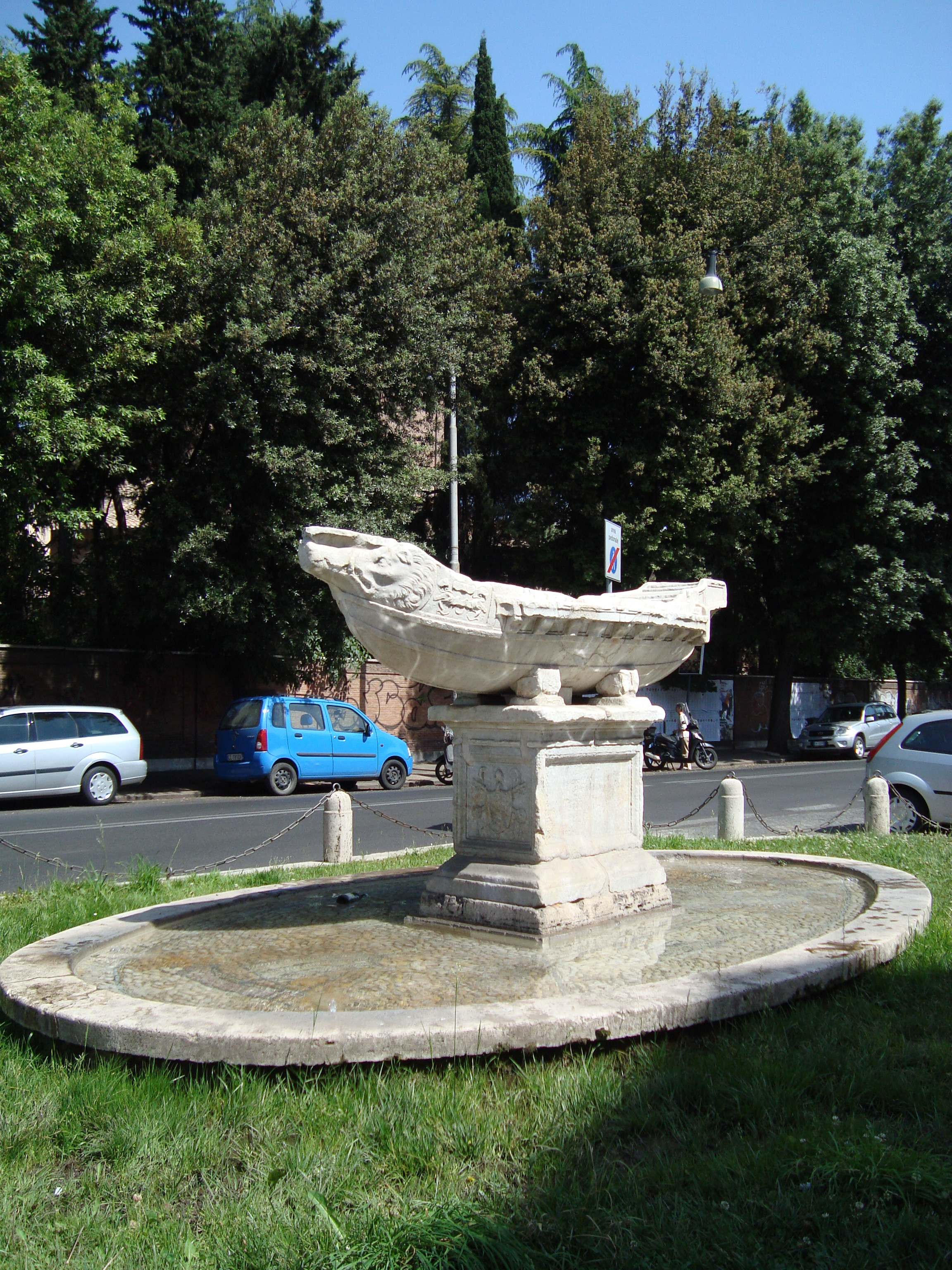
Fontana della Navicella, 2009
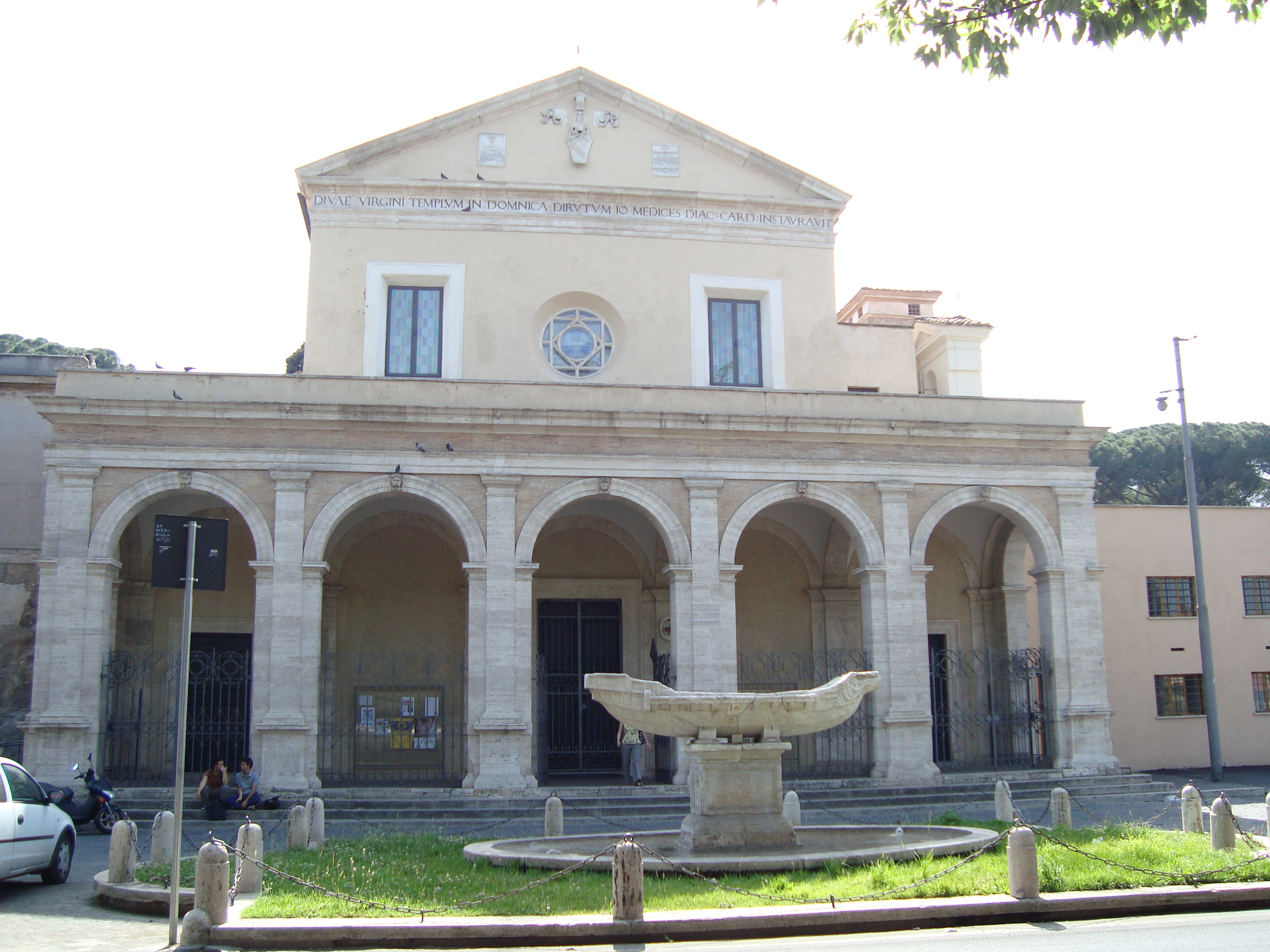
Fasada bazyliki, 2009